# Don-Tan
Don-Tan ist ein Arrondissement im Departement Zou im westafrikanischen Staat Benin. Es ist eine Verwaltungseinheit, die der Gerichtsbarkeit der Kommune Zagnanado untersteht.

## Demografie und Verwaltung
Gemäß der Volkszählung 2013 des beninischen Statistikamtes INSAE hatte das Arrondissement 5924 Einwohner, davon waren 2883 männlich und 3041 weiblich.
Von den 43 Dörfern und Quartieren der Kommune Zagnanado entfallen fünf auf Don-Tan:
1. Don-Aliho
2. Don-Tohomè
3. Goblidji
4. Tan-Adja
5. Tan-Houègbo